# S.T.A.L.K.E.R.: Shadow of Chernobyl
S.T.A.L.K.E.R.: Shadow of Chernobyl (meist nur kurz Stalker genannt) ist ein Computerspiel vom ukrainischen Entwickler GSC Game World, das in der Sperrzone um das Kernkraftwerk Tschernobyl spielt. Die Geschichte der Reaktorkatastrophe von 1986 nimmt im Spiel durch ein erdachtes Ereignis seinen Fortgang; einer erneuten Explosion und der Einrichtung einer Sperrzone, in der Anomalien entstehen.
Das Spiel gehört dem Genre der Ego-Shooter an und ist ein Action-Rollenspiel. Es wurde bereits 2001 angekündigt, erschien aber erst im März 2007 – als „einer der meisterwarteten Titel der Spielegeschichte“.
Die Story ist inspiriert von dem Roman Picknick am Wegesrand von Arkadi und Boris Strugazki, der 1979 unter dem Titel Stalker von Andrei Tarkowski verfilmt wurde.
Mitte August 2010 hat GSC Game World angekündigt, 2012 die Fortsetzung S.T.A.L.K.E.R. 2 zu veröffentlichen. Die Entwicklungen wurden im April 2012 pausiert und ab dem Jahr 2018 wieder fortgesetzt. Das geplante Veröffentlichungsdatum für S.T.A.L.K.E.R. 2: Heart of Chornobyl war der 8. Dezember 2022. Aufgrund der russischen Invasion in die Ukraine im Februar 2022 wurde dieser Termin jedoch auf unbestimmte Zeit verschoben. Nachdem S.T.A.L.K.E.R. 2 am 5. September 2024 endgültig erscheinen sollte, wurde es nach einer weiteren Verzögerung am 20. November 2024 veröffentlicht. 

## Handlung und Spielprinzip

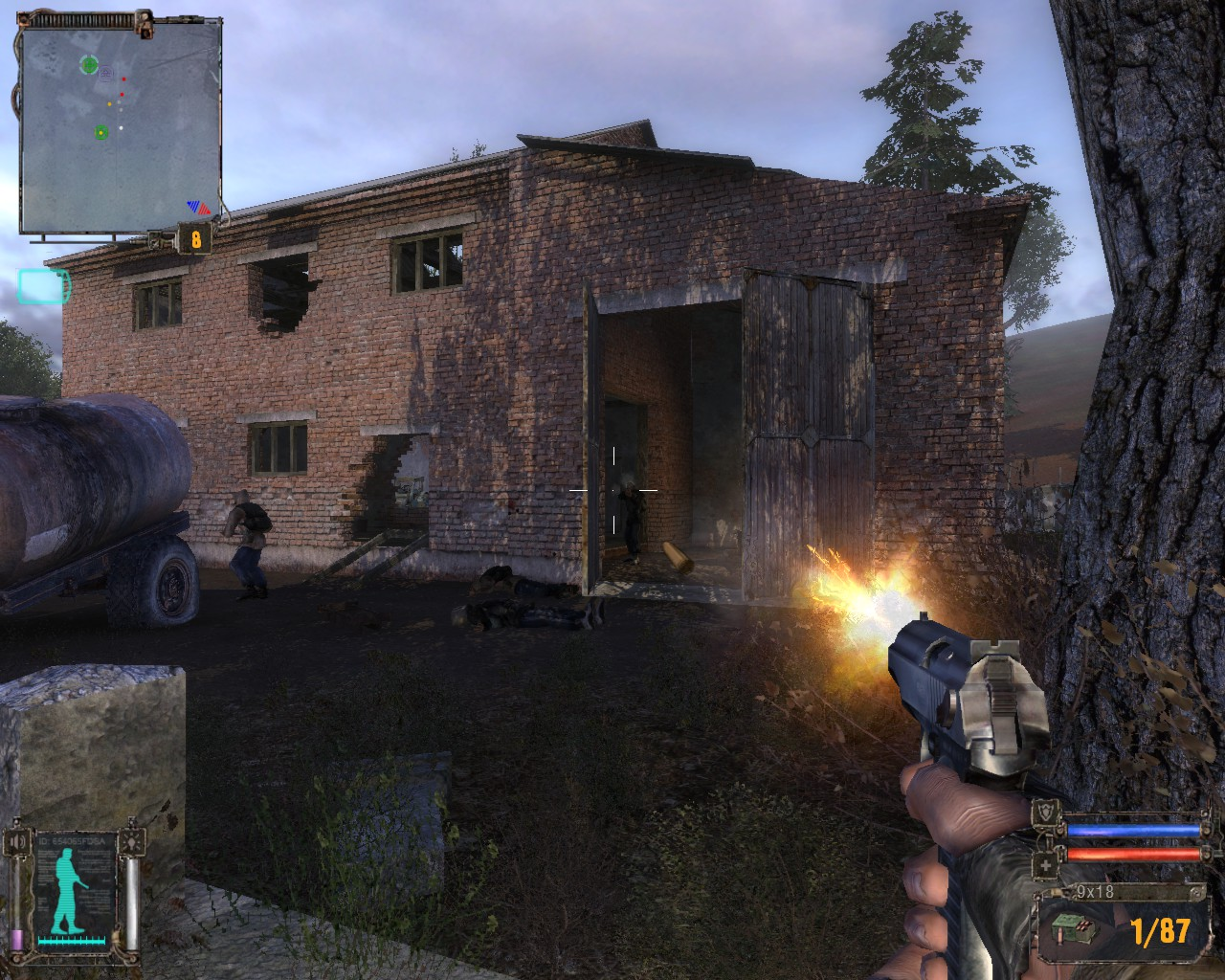
Ingame-Screenshot

Im Spiel verkörpert der Spieler einen S.T.A.L.K.E.R. eine Abkürzung für Scavenger, Trespasser, Adventurer, Loner, Killer, Explorer and Robber, übersetzt Plünderer, Eindringling, Abenteurer, Einzelgänger, Mörder, Entdecker und Räuber. Im Spiel durchforsten Stalker die kontaminierte Zone um den Unfall, woraufhin diese vom Militär abgeriegelt wird. Der Spieler ist dort, ähnlich wie die frühen Goldgräber, der Buchvorlage folgend, auf der Suche nach legendären Artefakten, die für die Wissenschaft neu und interessant sind und hoch bezahlt werden. Er wird dabei aber selbst von Strahlung, neuartigen Naturphänomenen sowie – hier nun in Erweiterung der Vorlage – tierischen und menschlichen Mutanten bedroht.
Zu Beginn des Spiels, es ist das Jahr 2012, hat der Spieler sein Gedächtnis verloren. Von Gesprächspartnern wird er nur Gezeichneter (marked one) genannt und er findet nur den einen Hinweis aus seinem bisherigen Leben, einen gewissen Strelok (russisch für „Schütze“) zu töten.
Nun nimmt er Aufgaben an, um Geld für bessere Ausrüstung und Waffen zu bekommen, aber auch Hinweise auf das Geheimnis der „Zone“ und seine eigene Identität. Neben den Hauptquests, die die Story voranbringen, gibt es auch zahlreiche Nebenaufgaben zu lösen.
In der „Zone“ haben sich verschiedene Fraktionen gebildet, von denen einige dem Spieler feindlich, andere neutral gesinnt sind. Im Laufe der Handlung kann er mit der einen und anderen Fraktion paktieren, oder auch einzelne Freunde gewinnen, was das spätere Schicksal des Helden beeinflusst. Mit der Zeit rückt er immer weiter in die „Zone“ vor und nähert sich dem Reaktor selbst, in dessen Innern – hier wieder dem ursprünglichen Roman folgend – eine legendäre Macht, der Wunschgönner, jeden Wunsch erfüllen soll.
Auffällig ist die Zweisprachigkeit der Geschichte: Gespräche oder Lieder am Lagerfeuer erklingen auf russisch – deutsch oder englisch dagegen sind nur die Konversationen, jedoch mit russischem Akzent – als ob der Spieler wie ein Tourist nach Tschernobyl gereist wäre.
Je nach dem Verhalten des Spielers ist eines von fünf verschiedenen Enden möglich.
Zwei weitere können eintreffen – wenn der Spieler die anderen fünf umgeht – in denen sich der Spieler für eins entscheiden muss.
In der Selbstbestimmung des Schicksals findet sich wieder ein philosophischer Bezug zu Buch und Film, denen alternative Ausgänge aufgrund des linearen Mediums nicht möglich waren. Die Abschlüsse sind ebenso wie wesentliche Schritte im Handlungsverlauf durch Videoclip-artig geschnittene Filmsequenzen visualisiert.

### Spielelemente
Im Spiel finden sich:
- Sieben verschiedene Ausgänge der Geschichte, die sich davon ableiten, wie sich der Spieler verhält und welche Rätsel er gelöst hat.
- Detailgetreuer Nachbau des AKW Tschernobyl, basierend auf Luftbildern und eigenen Fotos der Entwickler.
- Detaillierte Industrieruinen, die eine postapokalyptische Stimmung vermitteln. Die Niederlage des Menschen gegenüber der Zone und der aus den Fugen geratenen Natur ist unübersehbar.
- Sammeln und Verkaufen von Artefakten. Diese bieten Vorteile oder auch Nachteile, wenn man sie am Körper trägt.
- Überall anzutreffende, meist tödliche radioaktive Anomalien.
- Permanentes Gefühl der Bedrohung, Horrorelemente durch die Mutanten, visuelle Halluzinationen und Traumsequenzen.
- Feuergefechte gegen Banditen, andere Stalker, Fanatiker und Militär, aber auch Auseinandersetzungen zwischen diesen ohne Beteiligung des Spielers. Wettlauf zum Reaktor und dessen Geheimnis mit diesen Fraktionen.

Die Gewaltdarstellungen des Spiels illustrieren Kämpfe, Gruseleffekte wie Angriffe von Mutanten oder entstellte herumliegende Leichen gescheiterter Stalker. Wegen dieser Gewaltszenen hat das Spiel die USK-Einstufung „Keine Jugendfreigabe“ („ab 18“) erhalten.
Im Spiel finden sich eine Vielzahl an Waffen unterteilt in Pistolen, Maschinenpistolen, Sturmgewehre, Schrotflinten und Scharfschützengewehre. Hinzu kommen noch ein Messer, ein Granat- und ein Raketenwerfer. Viele Modelle sind sowjetischer Bauart und echten Waffen nachgebildet. Zusätzlich gibt es noch Granaten und für viele Waffen stehen mehrere Munitionstypen zur Verfügung (normale und spezialisierte).

## Entwicklung
S.T.A.L.K.E.R. wurde im November 2001 angekündigt und sollte demnach 2003 erscheinen, anfänglich mit dem Titel S.T.A.L.K.E.R.: Oblivion Lost. Dieser Termin und einige weitere wurden jedoch nicht eingehalten, wonach das Spiel teils als Vaporware bezeichnet wurde, ähnlich etwa Duke Nukem Forever. Im Gegensatz zu diesem gab es allerdings immer wieder Screenshots und Videos sowie Previews der Software. Ende 2005 machte das Spiel erneut von sich reden, als eine illegale Beta-Version im Internet erschien („Leak“). Zu diesem Zeitpunkt war als Releasetermin Ende 2006 anvisiert. Bereits in den zwei Jahren zuvor fanden drei weitere Alpha-Versionen ihren Weg ins Internet.
2005 bekam S.T.A.L.K.E.R. für seine Abwesenheit auf der E3 den Preis des Spieleportals IGN als „Biggest PC Surprise“. 2006 wurde das Spiel mit dem Vaporware Award vom Wired „ausgezeichnet“ .
Anfang 2007 verdichteten sich die Anzeichen auf ein baldiges Erscheinen von S.T.A.L.K.E.R. Tatsächlich erschien der nach eigener Aussage weltweit erste Test des Spiels in der Ausgabe von Anfang März der deutschen Zeitschrift GameStar. Als Releasetermin wurde der 23. März 2007 genannt. Dieser Termin wurde von Publisher THQ bestätigt und schließlich auch eingehalten. Am 17. März erschien die erste Demo in russischer Sprache.

### Realer Hintergrund
Neben der Geschichte der Reaktorkatastrophe sind nicht nur die visuelle Umgebung des Kraftwerks, sondern auch das Stalker-Motiv des ziellos suchenden Besuchers authentisch in das Spiel übernommen worden. So erschien in den letzten Jahren eine Reihe von Reiseberichten aus der Gegend um das Kernkraftwerk. Wegen der Strahlenbelastung und der Plünderungen kann man diese nur nach Anmeldung in Kiew besuchen in Form einer überwachten Reiseführung. Die Zone selbst wird nicht vollständig überwacht, sodass immer wieder Gruppen illegal durch die Region streifen, teils als Versteckspiel mit den Sicherheitskräften, teils als fundierte wissenschaftliche Exkursion. Dazu gehört auch die Erforschung der Tier- und Pflanzenwelt, die teilweise erhöhte Mutationsraten aufweisen.

### Technik
S.T.A.L.K.E.R. verwendet die von GSC entwickelte Grafikengine X-Ray, die DX-9-Grafikkarten unterstützt. Die Engine unterstützt, obwohl sie schon vor über 6 Jahren entwickelt wurde, dank immer wieder nachträglich hinzugefügter Verbesserungen bereits standardmäßig das Shader Model 3.0, Merkmale wie FP16-High Dynamic Range Rendering und ein dynamisches Tag-Nacht- und Wettersystem. Eine Besonderheit ist das in diesem Genre vorher noch nicht eingesetzte Deferred Shading, welches u. a. auch in Epics Unreal Engine 3 zum Einsatz kommt. Bei dieser Technologie wird die Beleuchtungsberechnung in einem eigenen Arbeitsgang durchgeführt, wodurch jede Oberfläche von einer theoretisch unbegrenzten Anzahl an Lichtquellen beleuchtet werden kann. Das Spiel besitzt eine ALife genannte Engine für Künstliche Intelligenz. Als Skriptsprache für die Programmierung wird Lua eingesetzt. Für Physikeffekte wird eine modifizierte Open Dynamics Engine eingesetzt.
Kritisiert wurde an der Grafikengine einerseits der hohe Speicherbedarf, sodass erst ab 1,5 GB RAM häufiges Swapping in eine Auslagerungsdatei auf der Festplatte und damit ruckelnde Bewegung ausbleiben. Weiterhin zeigte es sich, dass Antialiasing-Einstellungen der Grafikkarte kaum wirksam werden, sodass die hohe Rechenleistung neuester Hardware nicht in vollem Maße zum Tragen kommt. Durch bisher sechs Updates hat der Hersteller die Zuverlässigkeit und (mit Version 1.0005) auch die Performance optimiert.

## Rezeption
Mit einigen sarkastischen und zynischen, aber auch nachdenklichen und spirituellen Elementen, mit seiner subtilen Zivilisationskritik, einer ausgefeilten Erzählkonstruktion sowie seiner ungewöhnlich dichten, realistischen Bild- und Ton-Atmosphäre definiert S.T.A.L.K.E.R. nach Meinung vieler Kritiker eine neue Qualität bei Computerspielen, vornehmlich für Erwachsene.

„Die Entwickler […] schufen ein beklemmendes, spielbares Mahnmal menschlicher Hybris. […] Wer sich Bastelei und Treiber-Experimente .. ersparen will, sollte noch ein paar Spiel-Upgrades abwarten […]. Dann aber gilt für ‚S.T.A.L.K.E.R.‘ eine unbedingte Spielempfehlung. Mit seiner dichten Atmosphäre verdüstert dieses rohe Meisterwerk noch jeden Sonnentag zu einem eiskalten Trip in die kontaminierte Zone.“

Die GameStar bewertete S.T.A.L.K.E.R. mit 90 % und bezeichnet das Spiel als den „atmosphärischten [sic!] Shooter überhaupt“. Die PC Games vergab dieselbe Wertung und würdigte den Shooter als „Meisterwerk“. Der Metascore beträgt 82.

## Fortsetzungen

### Clear Sky
Mit S.T.A.L.K.E.R.: Clear Sky erschien am 5. September 2008 ein Folgeprodukt, das als Prequel die Entwicklung vor der hier erzählten Geschichte behandelt und ein Jahr vor Shadow of Chernobyl spielt. Die Zone ist genauso groß wie in S.T.A.L.K.E.R., jedoch sind viele neue Orte hinzugekommen und die bereits bekannten befinden sich noch in einem anderen Zustand. Die im Vorgänger teils kritisierten langen Laufwege wurden durch ein Schnellreisesystem gekürzt. Schließlich wurden die KI der Fraktionen und die Varianten des Ablaufs erweitert, darunter die Möglichkeit, dass der Spieler einer Fraktion beitritt und sich am Schicksal selbiger beteiligt. Neu hinzugekommen zu den alten Fraktionen ist die namensgebende Fraktion „Clear Sky“, ein im Hintergrund agierender Stalker-Zusammenschluss, der sich vor allem die wissenschaftliche Erforschung der Zone zum Ziel gemacht hat. Technisch wird nun auch DirectX 10.1 mit kleinen Grafik-Erweiterungen genutzt, es ist jedoch auch unter Windows XP lauffähig, agiert dann jedoch im DirectX-9-Modus.

### Call of Pripyat
Call of Pripyat ist der dritte S.T.A.L.K.E.R.-Titel, der von GSC Game World erstmals im April 2009 angekündigt wurde. Dieser erschien in der russischen Fassung Ende Oktober 2009 und in der deutschen am 9. November. Die Handlung verläuft nun wieder in die Zukunft, setzt also nach dem ersten Teil an. Der Spieler durchstreift die Zone in der Rolle eines Spezialagenten des ukrainischen Militärs, der den Absturz von Hubschraubern in verschiedenen Teilen der Zone untersuchen soll, nachdem die Rückeroberung des Gebietes durch das Militär scheiterte. Während die Spielewelt wiederum mit einer Vielzahl neuer, authentischer Orte erweitert wurde, bleiben die Protagonisten – die Fraktionen der Stalker und auch die Mutanten – weitgehend erhalten, wurden aber im Detail verfeinert. Die Grafikengine wurde optimiert, ohne visuell deutliche Veränderungen zu bieten, und soll nun auch DirectX 11 nutzen.

### S.T.A.L.K.E.R. 2

#### Ursprüngliche Entwicklung
Am 13. August 2011 kündigte GSC Game World mit S.T.A.L.K.E.R. 2 den offiziellen Nachfolger des ersten Teils an. Am 11. November wurde verkündet, dass die Entwicklung von S.T.A.L.K.E.R. 2 begonnen habe. Erscheinen sollte es 2012 für verschiedene Plattformen auf Basis einer neuen eigenen Engine. Außerdem sollte es nun auch weibliche Stalker geben.
GSC Gameworld beantwortete auf seiner offiziellen Facebook-Fansite einige Userfragen. So sollte es neben einer neuen Hauptgeschichte auch neue Monster und Charaktere geben. Fraktionskämpfe, wie in Clear Sky, würde es nicht geben. Die Auswirkungen von Artefakten auf den menschlichen Organismus würden um zusätzliche Eigenschaften erweitert werden. Die Handlung würde u. a. in neuen Städten um Tschernobyl stattfinden. Darunter ist auch die riesige Antennenanlage Tschernobyl 2 mit dabei. Auch neue unterirdische Anlagen waren eingeplant. Welche dies sind, war noch offen. Laut GSC sollte die PC-Version von S.T.A.L.K.E.R. 2 grafisch ohne Kompromisse umgesetzt werden, und außerdem sollte die Engine DirectX-11-tauglich sein. Die Konsolenversionen sollten im Anschluss umgesetzt werden.
Am 9. Dezember 2011 wurde jedoch berichtet, dass die Entwicklung von S.T.A.L.K.E.R. 2 eingestellt und das Entwicklerstudio GSC Gameworld geschlossen wurde. Zu den Gründen hieß es, dass vor allem für die geplante Konsolenversion von S.T.A.L.K.E.R. 2 kein westlicher Publisher gefunden werden konnte und GSC für eine eigene Publikation nicht die nötigen Mittel besaß.
Entwickler GSC bestätigte im April 2012, dass S.T.A.L.K.E.R. 2 eingestellt wurde, stattdessen sollen die bisherigen Entwickler an dem neuen Free2Play-Rollenspiel Survarium arbeiten, welches zu großen Teilen auf S.T.A.L.K.E.R. basiert.

#### Heart of Chernobyl
Am 16. Mai 2012 berichteten unter anderem gamestar.de und pcgames.de, dass die Entwicklung von S.T.A.L.K.E.R. 2 wieder aufgenommen werden soll, allerdings mit einem neubesetzten Entwicklerteam rund um Sergei Grigorovich.
Nachdem es sehr lange relativ ruhig um die geplante Fortsetzung blieb und erst 2018 die Entwicklung des Nachfolgetitels erneut bestätigt wurde, wurde am 23. Juli 2020 auf dem YouTube-Kanal von GSC Game World der erste offizielle Trailer zu S.T.A.L.K.E.R. 2 veröffentlicht, welcher damals noch für das Jahr 2021 angekündigt worden war. Am 13. Juni 2021 wurde im Rahmen der auf Grund der COVID-19-Pandemie nur online ausgetragenen E3 2021 ein weiterer Trailer mit ersten Spielszenen gezeigt und das Veröffentlichungsdatum auf den 28. April 2022 festgelegt, jedoch im Januar 2022 auf den 8. Dezember 2022 verschoben. S.T.A.L.K.E.R. 2 bekam zusätzlich den Untertitel Heart of Chernobyl (zu Deutsch: Herz Tschernobyls) und es wurde angekündigt, dass es im Gegensatz zur ursprünglichen Spielereihe, die PC-exklusiv war und von der eigens entwickelten X-Ray-Engine angetrieben wurde, sowohl auf dem PC als auch auf der Xbox Series XS erscheinen und die Unreal Engine 5 nutzen wird. Laut Informationen der offiziellen Webseite gibt es eine englische, russische und ukrainische Synchronfassung; für diverse weitere Sprachen werden nur noch Untertitel angeboten. Das Spiel erschien am 20. November 2024.

## Modifikationen und Korrekturen
Die modulare Struktur der Software ermöglicht es, Modifikationen Dritter ohne Rekompilierung einzubinden. Im Wesentlichen versuchen jedoch Mods die nicht eingehaltenen Versprechen der Entwickler umzusetzen oder bereits verwirklichte aber trotzdem deaktivierte Inhalte zu reaktivieren, können teilweise also als Fan-Patches gelten. Einige Fan-Patches wurden dann später sogar in offizielle Patches übernommen. Und auch nach dem letzten offiziellen Patch wurde weiter an Fan-Patches gearbeitet.
Als Beispiel für sehr umfangreiche Modifikationsprojekte für S.T.A.L.K.E.R.: Shadow of Chernobyl können die „Complete Mods“ des in Toronto ansässigen Modders Pavel Dolgov gelten. Diese sind für alle drei Teile der S.T.A.L.K.E.R.-Reihe erhältlich und wurden teilweise in mehrfach überarbeiteter Auflage veröffentlicht. Neben sehr aufwendigen Überarbeitungen der verwendeten Bilddateien, die die Spielgrafik erheblich aufwerten, beinhalten die Modifikationen auch Verbesserungen in Bezug auf KI, Sound, Benutzerinterface und viele weitere Aspekte. Auch wurden zahlreiche neue Features hinzugefügt, etwa eine Nachtsichtoption und die Möglichkeit, Glühbirnen zu zerschießen. Andere Modifikationen erweitern die Auswahl der verwendbaren Gegenstände und Waffen oder fügen neue Gebiete, neue Charaktere und neue Aufträge für den Protagonisten hinzu.

### S.T.A.L.K.E.R.: Lost Alpha
Seit April 2014 kann eine wiederhergestellte, um geschnittene Szenen erweiterte, graphisch verbesserte und modernisierte Alpha-Version kostenlos aus dem Internet heruntergeladen werden. Diese soll sich an dem frühen Look des Spiels orientieren, der bei ersten Repräsentationen zu sehen war, aber bis zur fertigen Version 2007 verändert wurde. Es gibt verschiedene Änderungen zum bekannten Spiel, zum Beispiel kann mit Fahrzeugen gefahren werden und man findet bei den Toten auch Geld. Das Spiel kann ohne die Vorgänger-Spiele alleine gespielt werden, soll aber – Stand 2014 – mit Stabilitäts-Problemen behaftet sein.

## Bildergalerie

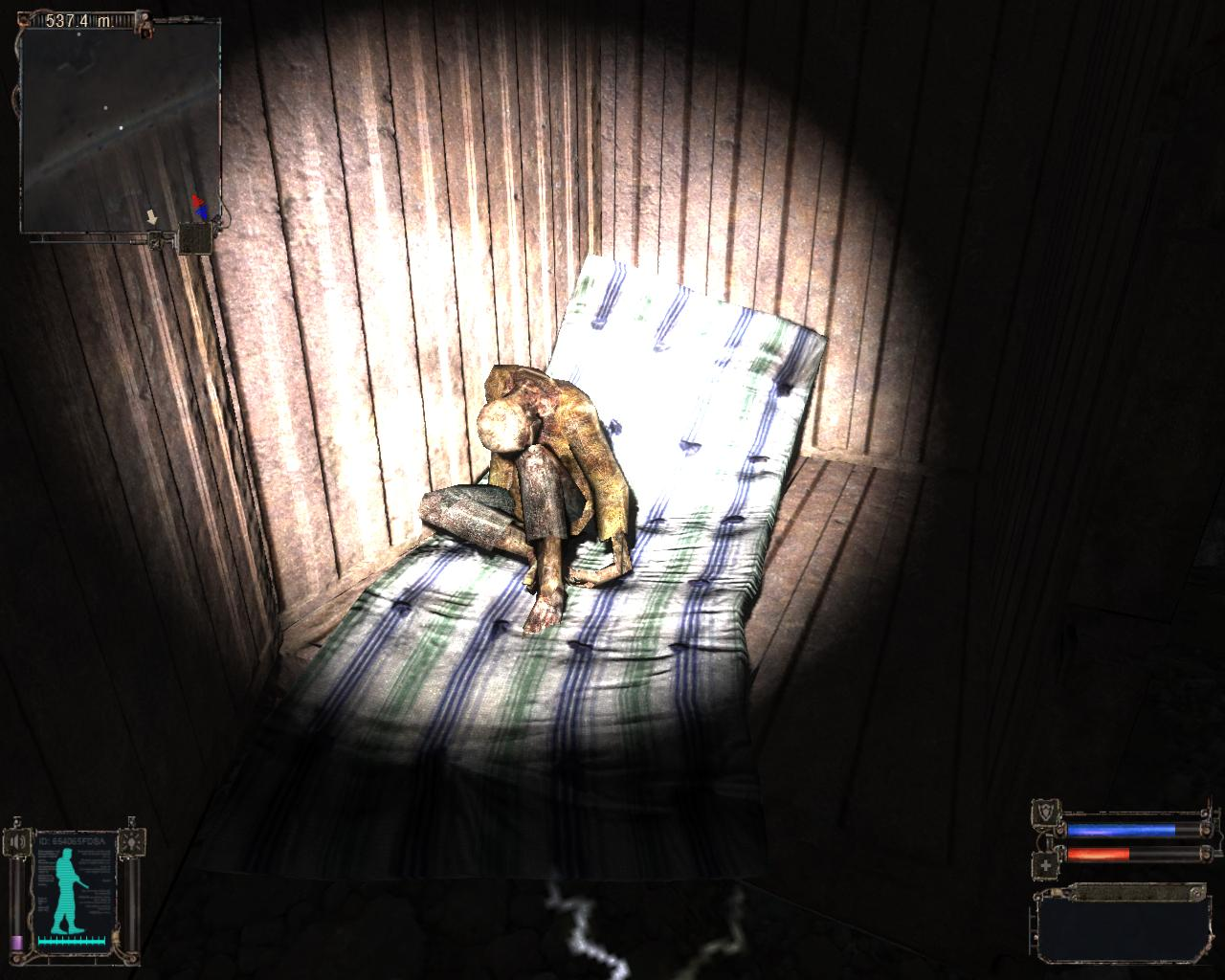
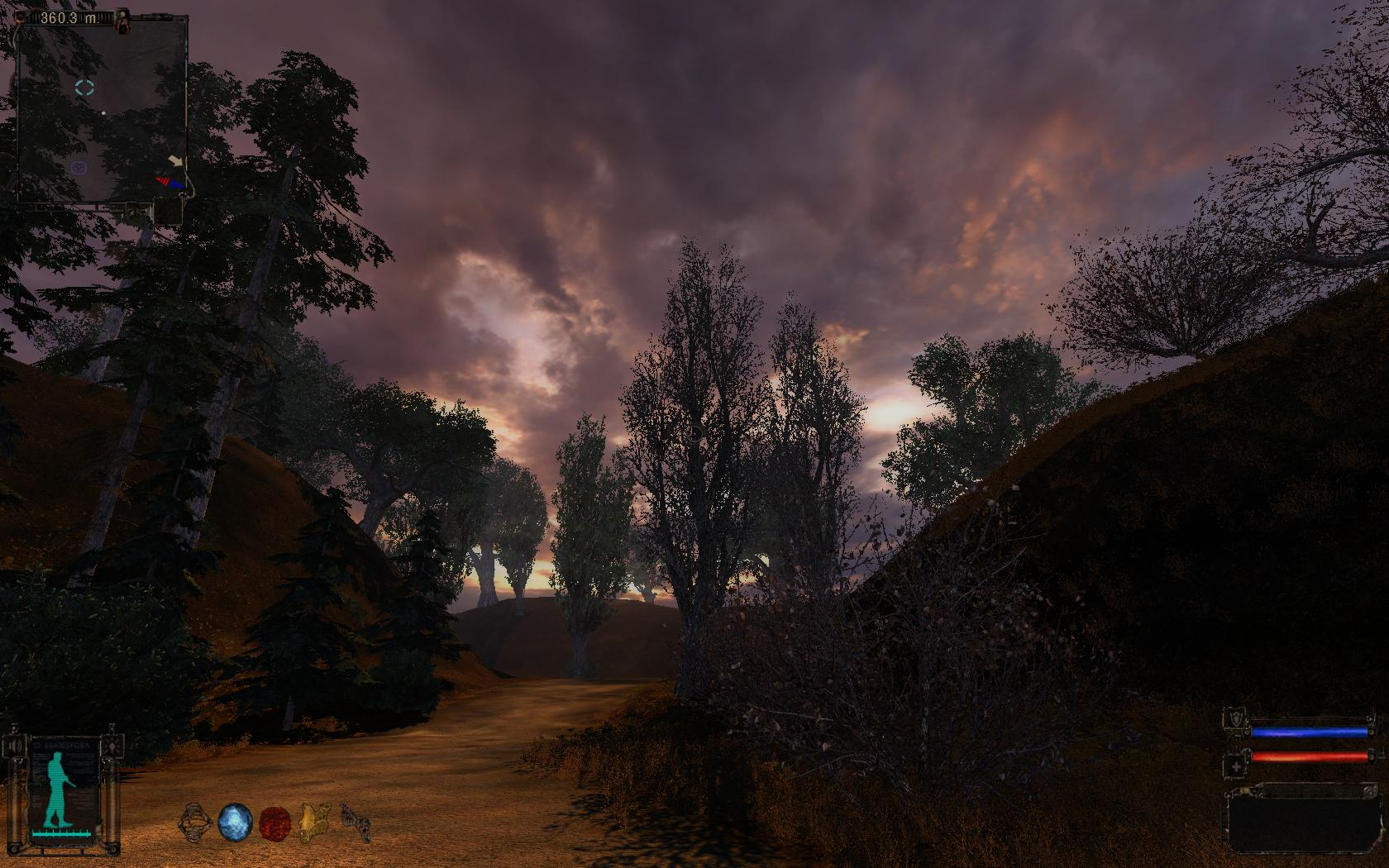
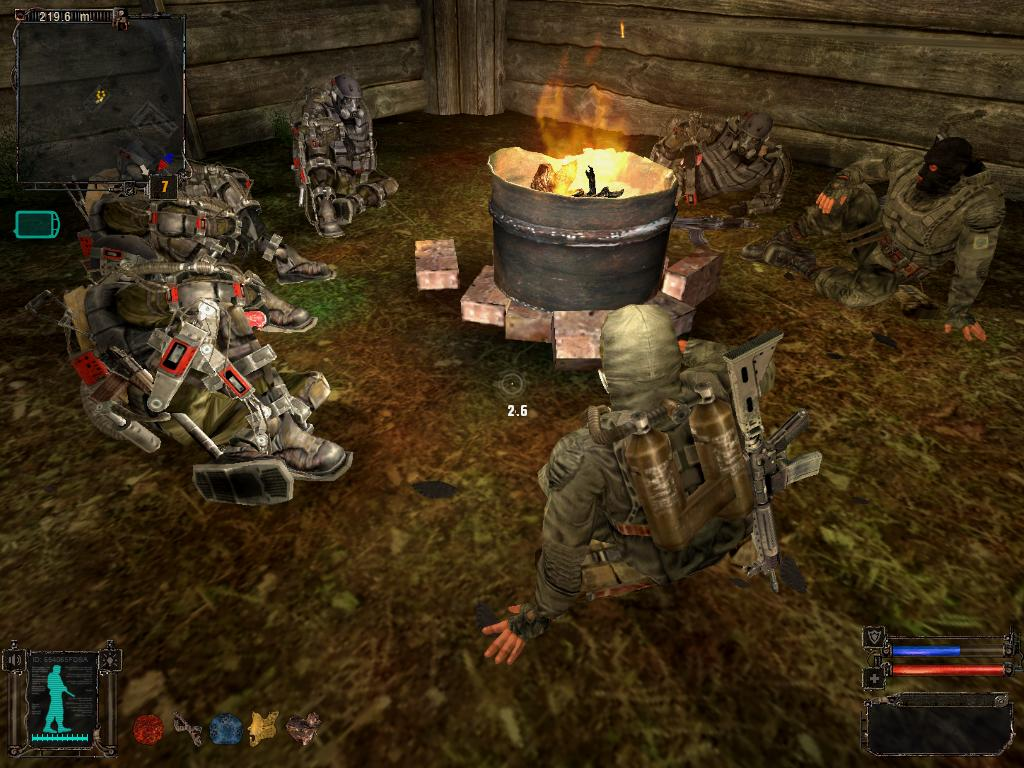
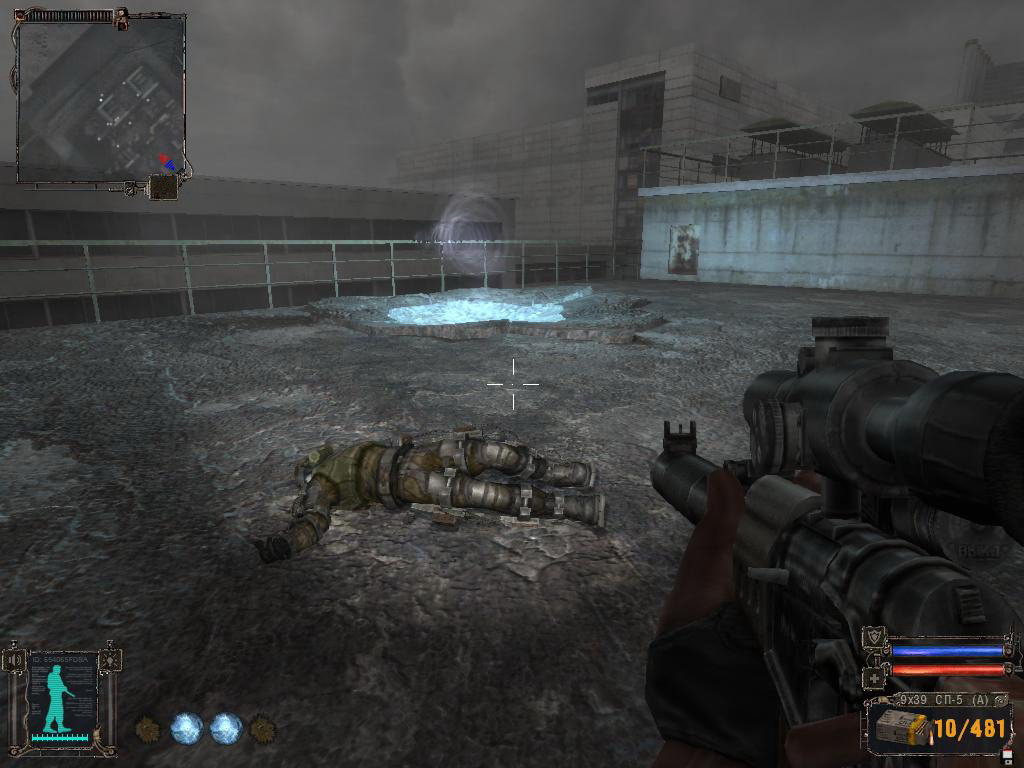
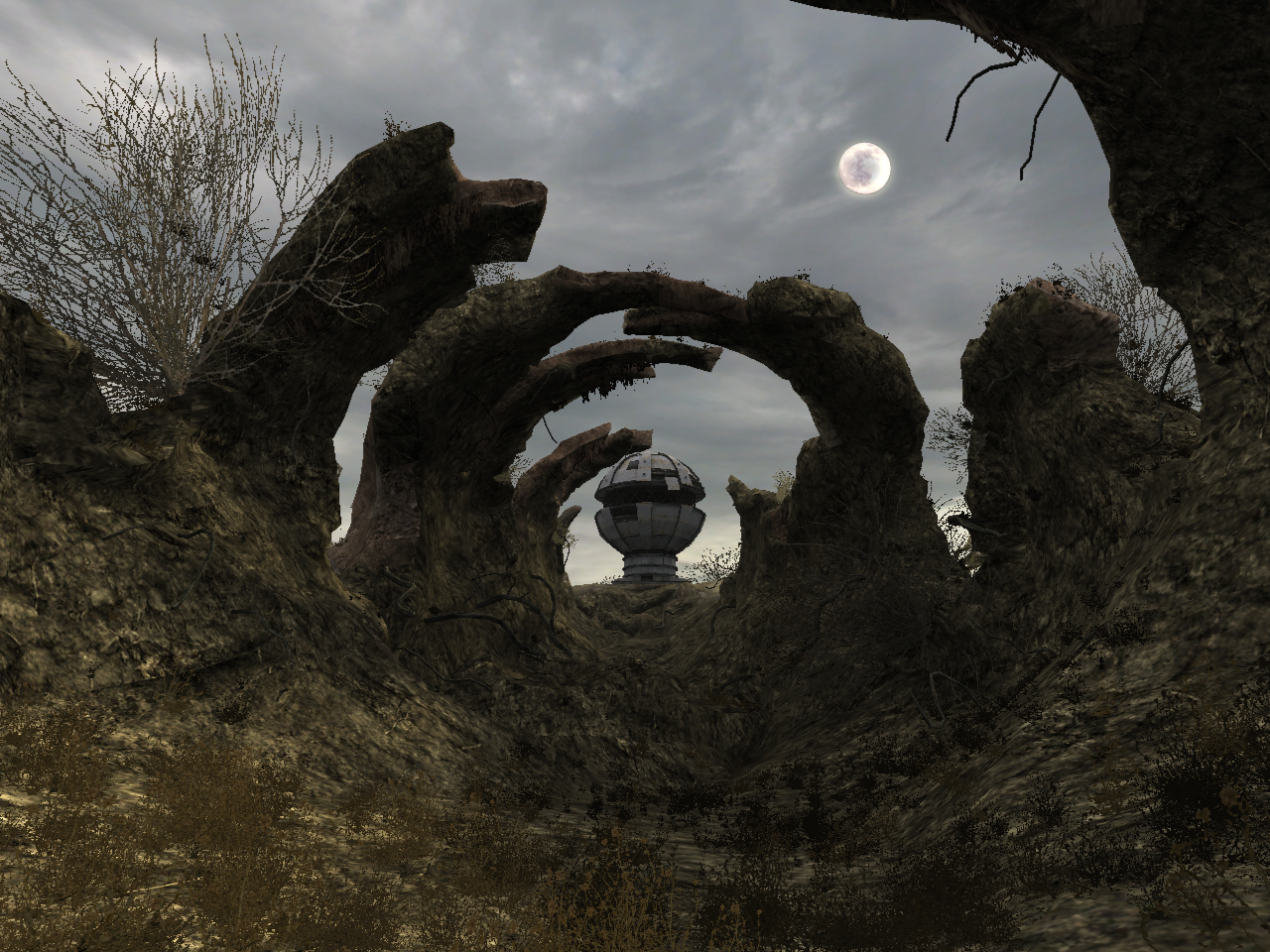
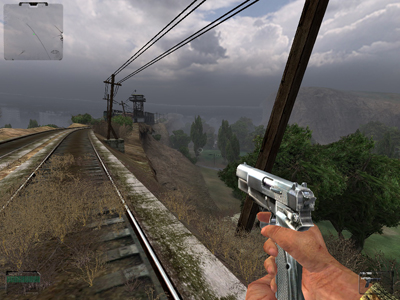
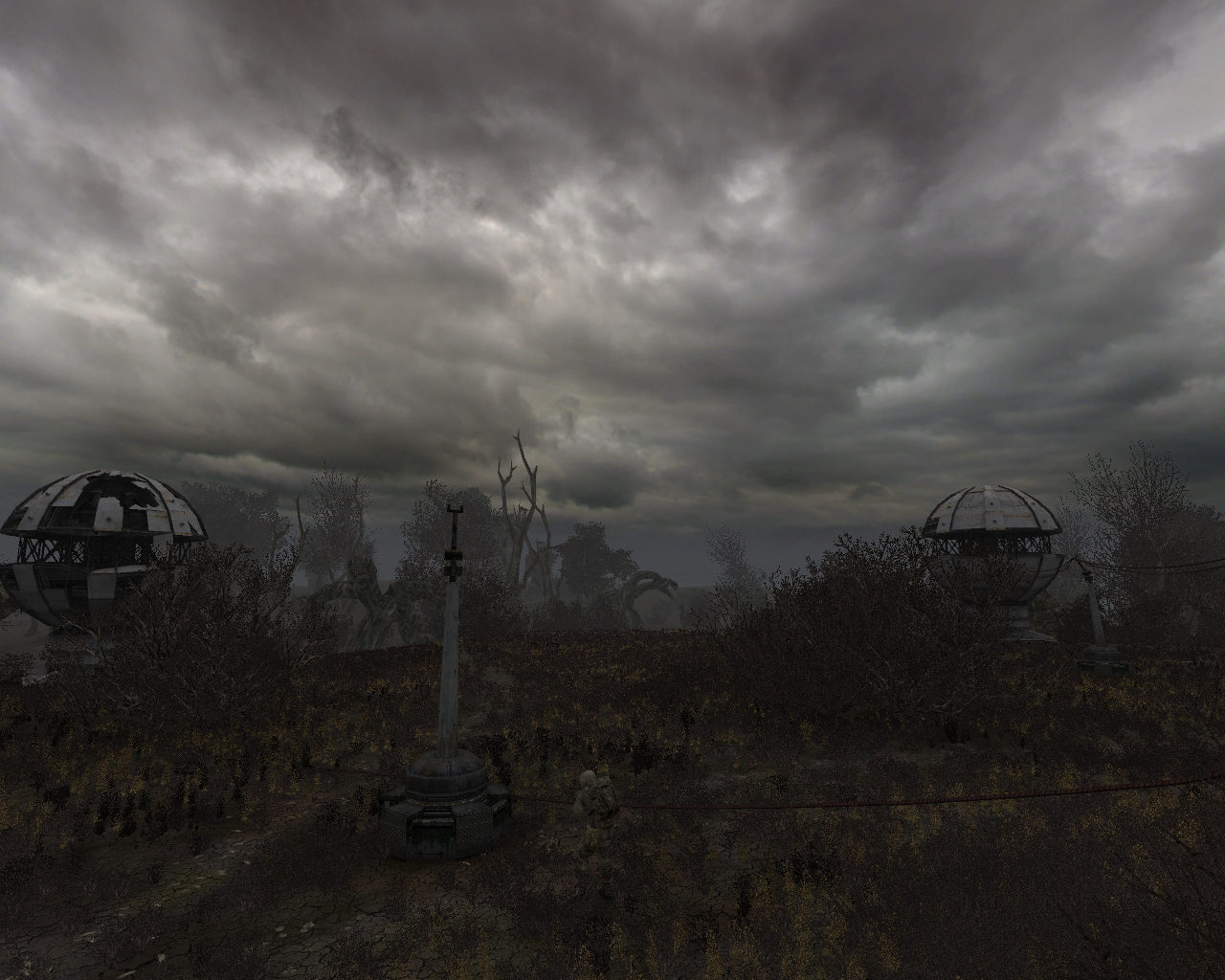
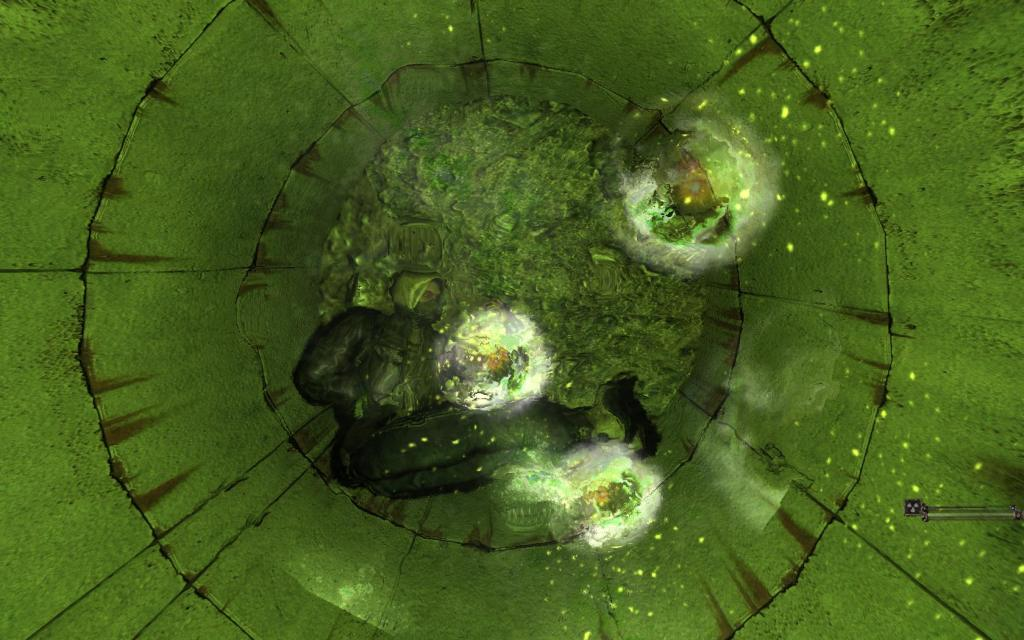
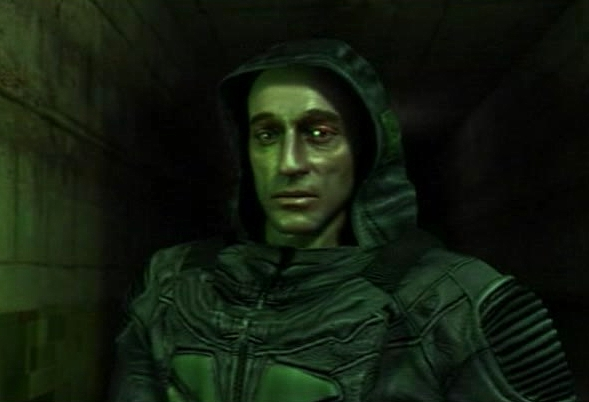